# Frédéric Niemeyer
Frédéric Niemeyer (Nuovo Brunswick, 29 aprile 1976) è un allenatore di tennis ed ex tennista canadese.
Raggiunge il suo best ranking in singolare il 22 marzo 2004 con la 134ª posizione; mentre nel doppio divenne, il 5 agosto 2002, il 142º del ranking ATP. Il suo maggiore risultato in carriera è il secondo turno al torneo di Wimbledon 2003 dove, dopo aver superato il torneo di qualificazione con una vittoria al turno decisivo sullo statunitense Robert Kendrick, e al primo turno la testa di serie numero 22 lo spagnolo Félix Mantilla, venne sconfitto dal qualificato sudafricano Wesley Moodie con il punteggio di 6(8)–7, 6-4, 6-2, 1-6, 5-7.
Ha fatto parte della squadra canadese di Coppa Davis dal 1999 al 2009 con un record di 9 vittorie e 11 sconfitte in singolare e 13 vittorie e 2 sconfitte in doppio.

## Statistiche

### Singolare

#### Vittorie (0)
| Legenda                   |
| Grande Slam (0)           |
| ATP World Tour Finals (0) |
| ATP Masters 1000 (0)      |
| ATP World Tour 500 (0)    |
| ATP World Tour 250 (0)    |
| Challengers (7)           |
| Futures (7)               |

| Numero | Data             | Torneo                                       | Superficie     | Avversario in finale     | Punteggio          |
| 1.     | 6 dicembre 1999  | Urbana Challenger 1999, Urbana               | Cemento indoor | Sébastien Lareau         | 7–6(7),3–6, 7–6(5) |
| 1.     | 21 maggio 2001   | Mexico F4 Futures 2001, Cozumel              | Cemento        | Alejandro Hernández      | 6–1, 6–4           |
| 2.     | 8 ottobre 2001   | France F17 Futures 2001, Plaisir             | Cemento        | Julien Benneteau         | 6–2, 6–1           |
| 3.     | 15 ottobre 2001  | France F18 Futures 2001, Nevers              | Cemento        | Slimane Saoudi           | 6–4, 56–7, 7–6(2)  |
| 2.     | 7 gennaio 2002   | Sao Paulo Challenger 2002, San Paolo         | Cemento        | Martín Vassallo Argüello | 7–6(6), 0–1 Ret.   |
| 4.     | 26 maggio 2003   | Jamaica F5 Futures 2003, Montego Bay         | Cemento        | Pavel Ivanov             | 7–6(4), 6–4        |
| 3.     | 21 febbraio 2005 | Joplin Challenger 2005, Joplin               | Cemento        | Łukasz Kubot             | 4–6, 6–2, 6–3      |
| 4.     | 4 luglio 2005    | Forest Hills 2 Challenger 2005, Forest Hills | Erba (i)       | Prakash Amritraj         | 6–4, 7–6(3)        |
| 5.     | 17 aprile 2006   | Valencia Challenger 2006, Valencia           | Cemento        | Benjamin Becker          | 4–6, 6–3, 6–2      |
| 5.     | 18 marzo 2007    | Canada F2 Futures 2007, Montréal             | Cemento        | Vincent Millot           | 6–3, 6–4           |
| 6.     | 25 marzo 2007    | Canada F3 Futures 2007, Rock-Forest          | Cemento        | Ludovic Walter           | 4–6, 6–3, 7–6(7)   |
| 6.     | 23 aprile 2007   | Cardiff Challenger 2007, Cardiff             | Cemento (i)    | Alex Bogdanović          | 6–4, 7–5           |
| 7.     | 6 agosto 2007    | Vancouver Challenger 2007, Vancouver         | Cemento        | Sam Querrey              | 4–6, 6–4, 6–3      |
| 7.     | 22 marzo 2009    | Canada F3 Futures 2009, Sherbrooke           | Cemento        | Charles-Antoine Brézac   | 6–1, 6–2           |

### Doppio

#### Vittorie (0)
| Legenda doppio            |
| Grande Slam (0)           |
| ATP World Tour Finals (0) |
| ATP Masters 1000 (0)      |
| ATP World Tour 500 (0)    |
| ATP World Tour 250 (0)    |
| Challengers (6)           |
| Futures (8)               |

| Numero | Data              | Torneo                                           | Superficie       | Compagno           | Avversari in finale             | Punteggio           |
| 1.     | 15 giugno 1997    | Canada Satellite Week 1 1997, Boucherville       | Cemento          | Jocelyn Robichaud  | Simon Larose Matthew Pledger    | 6-3, 6-4            |
| 2.     | 4 aprile 1999     | USA 1 Satellite Week 1 1999, Little Rock         | Cemento          | Andrew Rueb        | Michael Joyce Kyle Spencer      | 6-1, 6-3            |
| 3.     | 23 maggio 1999    | Australia 2 Satellite Week 2 1999, Beenleigh     | Cemento          | Heath Denman       | Matthew Breen Joseph Sirianni   | 6-3, 6-3            |
| 4.     | 31 ottobre 1999   | USA F16 Futures 1999, Waco                       | Cemento          | Jerry Turek        | Matthew Breen Jason Cook        | 6-3, 6-4            |
| 5.     | 9 aprile 2000     | USA F8 Futures 2000, Little Rock                 | Cemento          | Grant Doyle        | Pieter Calitz Jeff Williams     | 6-2, 6-2            |
| 6.     | 17 settembre 2000 | France F17 Futures 2000, Bagnères-de-Bigorre     | Cemento          | Rik De Voest       | David Abelson Jerry Turek       | 6-3, 6-4            |
| 7.     | 28 gennaio 2001   | USA F3 Futures 2001, Hallandale Beach            | Cemento          | Jocelyn Robichaud  | Noam Behr Giorgio Galimberti    | 7–6(4), 6-3         |
| 1.     | 18 marzo 2001     | Magdeburg Challenger 2001, Magdeburgo            | Sintetico indoor | Radek Štěpánek     | Jonathan Erlich Lovro Zovko     | 7–6(2), 7–6(3)      |
| 8.     | 6 maggio 2001     | Mexico F3 Futures 2001, Aguascalientes           | Cemento          | Doug Root          | Cary Franklin Jeff Williams     | 6-3, 6-4            |
| 2.     | 12 agosto 2001    | Binghamton Challenger 2001, Binghamton           | Cemento          | Bobby Kokavec      | Amir Hadad Andrew Nisker        | 2-6, 6-4, 6-1       |
| 3.     | 6 gennaio 2002    | Sao Paulo Challenger 2002, San Paolo             | Cemento          | Brandon Coupe      | Federico Browne Luis Horna      | 6(5)–7, 7–6(4), 6-4 |
| 4.     | 2 febbraio 2002   | Dallas Challenger 2002, Dallas                   | Cemento indoor   | Giorgio Galimberti | Huntley Montgomery Brian Vahaly | 7–6(1), 6-4         |
| 5.     | 2 febbraio 2002   | Hull Challenger 2002, Hull                       | Sintetico indoor | Gilles Elseneer    | Yves Allegro Wesley Moodie      | 6-4, 6-4            |
| 6.     | 20 aprile 2003    | San Luis Potosí Challenger 2003, San Luis Potosí | Terra rossa      | Alex Bogomolov Jr. | Markus Hantschk Alexander Peya  | 6-4, 7–6(5)         |